# Violon (Braque)
Pour les articles homonymes, voir Violon (homonymie).
Violon est un tableau réalisé par le peintre français Georges Braque en 1911. Cette huile sur toile est une nature morte cubiste représentant un violon. Un temps la propriété de Raoul Albert La Roche, elle est aujourd'hui conservée au musée des Beaux-Arts de Lyon, à Lyon.

## Expositions
- Le Cubisme, Centre national d'art et de culture Georges-Pompidou, Paris, 2018-2019.